# Dudusa sphingiformis
Dudusa sphingiformis là một loài bướm đêm thuộc họ Notodontidae. Nó được tìm thấy ở châu Á, bao gồm Ấn Độ, Myanmar, Hàn Quốc và Nhật Bản.
Con trưởng thành bay từ tháng 5 đến tháng 8.